# Cionodon
Cionodon là một chi khủng long, được Cope mô tả khoa học năm 1874.